# Antonio Dorado Soto

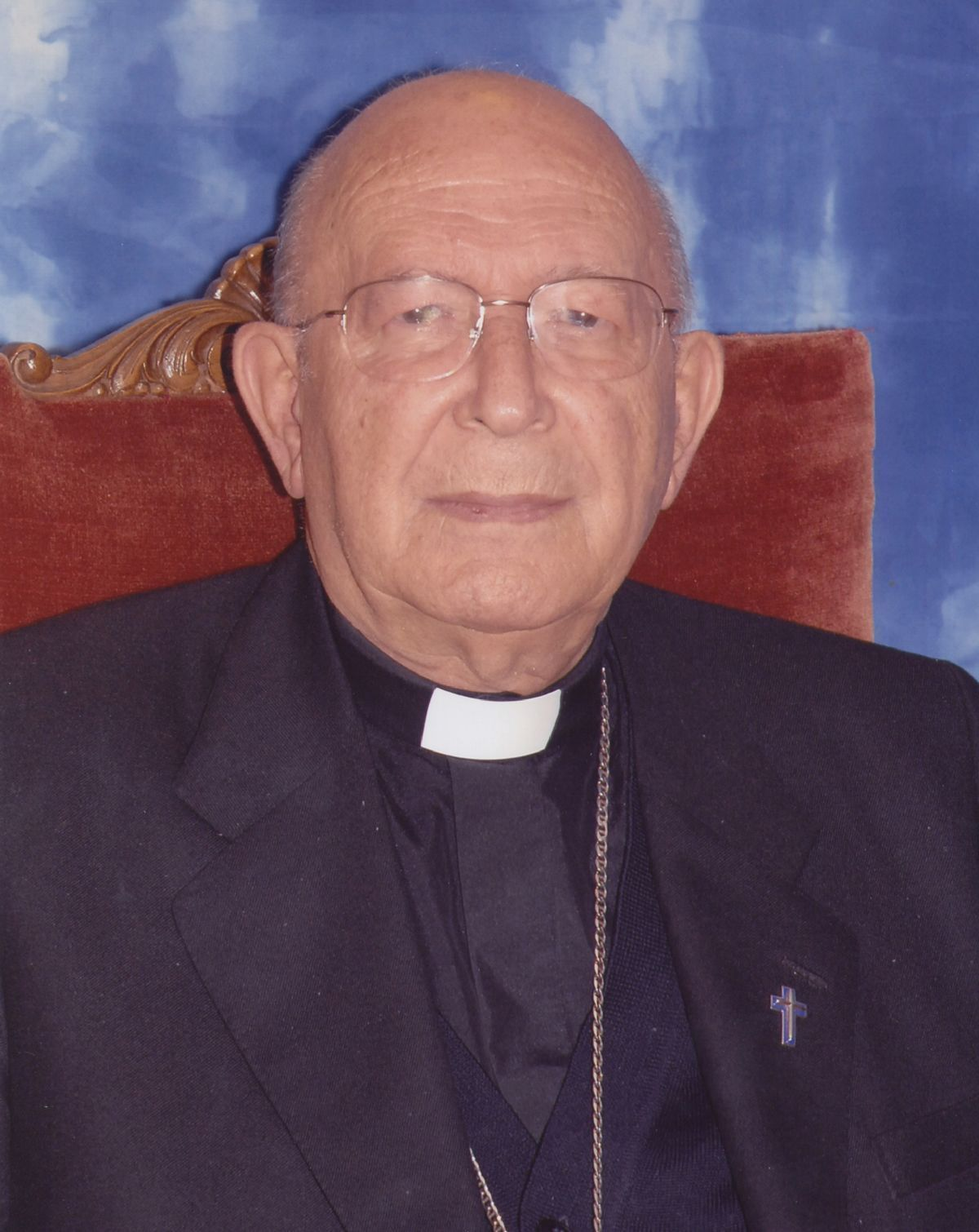
Antonio Dorado Soto

Antonio Dorado Soto (* 18. Juni 1931 in Urda, Spanien; † 17. März 2015 in Málaga) war Bischof von Málaga.

## Leben
Antonio Dorado Soto empfing am 1. April 1956 die Priesterweihe. Anschließend war er mehrere Jahre als Lehrer im Priesterseminar von Toledo tätig. 1964 wurde er zum Rat für das ländliche Apostolat berufen. Anschließend wurde er Generalvikar des Bistums Guadix, wo er bei Eintritt der Sedisvakanz 1969 als Kapitularvikar die Amtsgeschäfte führte.
Papst Paul VI. ernannte ihn am 31. März 1970 zum Bischof von Guadix. Die Bischofsweihe spendete ihm der Apostolische Nuntius in Spanien, Erzbischof Luigi Dadaglio, am 10. Mai desselben Jahres; Mitkonsekratoren waren Vicente Kardinal Enrique y Tarancón, Erzbischof von Toledo, und Gabino Díaz Merchán, Erzbischof von Oviedo.
Am 1. September 1973 berief ihn Paul VI. zum Bischof von Cádiz y Ceuta. Papst Johannes Paul II. ernannte ihn am 26. März 1993 zum Bischof von Málaga. In der Spanischen Bischofskonferenz wurde er 1993 zum Präsidenten der Bildungskommission gewählt, was er zunächst bis 1999 blieb. 2005 wurde er erneut in dieses Amt gewählt, was er bis 2008 ausübte.
Am 10. Oktober 2008 nahm Papst Benedikt XVI. sein aus Altersgründen vorgebrachtes Rücktrittsgesuch an. Antonio Dorado starb am 17. März 2015 83-jährig in Málaga. Die Beisetzung fand am folgenden Tag in der dortigen Kathedrale statt.